# XENON
Pour les articles homonymes, voir Xenon.
XENON est un projet de recherche sur la matière noire, conduit au Laboratoire national du Gran Sasso en Italie. Il dispose d'une installation de recherche souterraine profonde visant à détecter les particules de matière noire. Les expériences, en progression constante, cherchent à mettre en évidence des interactions de particules WIMP via par leur énergie de recul dans une chambre de xénon liquide. Le détecteur comporte une chambre à dérive à double phase.
L'expérience détecte la scintillation et l'ionisation produites lorsque les particules interagissent avec le xénon liquide, pour rechercher des excès d'énergie de recul nucléaire. La détection d'un tel signal fournirait la première preuve expérimentale directe pour de potentielles particules de matière noire. La collaboration est actuellement dirigée par la professeure de physique italienne Elena Aprile de l'Université Columbia.

## Principe du détecteur

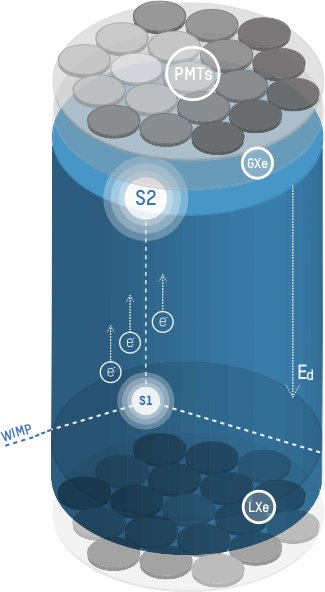
Schéma de la chambre à dérive à double phase au xénon.

L'expérience XENON utilise une chambre à dérive à double phase, contenant une cible de xénon liquide avec une phase gazeuse sur le dessus. Deux réseaux de tubes photomultiplicateurs (PMTs), un en haut du détecteur en phase gazeuse (GXe) et un en bas de la couche liquide (LXe), détectent la lumière de scintillation et d' électroluminescence produite lorsque des particules chargées interagissent dans la cible. Les champs électriques sont appliqués à la fois sur les phases liquide et gazeuse du détecteur. Le champ électrique en phase gazeuse doit être suffisamment important pour pouvoir extraire les électrons de la phase liquide.
Les interactions de particules dans la cible liquide produisent une scintillation et une ionisation. La lumière de scintillation rapide produit des photons ultraviolets d'une longueur d'onde de 178 nm. Ce signal est détecté par les PMTs et appelé signal S1. Cette technique s'est avérée suffisamment sensible pour détecter des photoélectrons uniques. Le champ électrique appliqué empêche la recombinaison de tous les électrons produits à partir d'une interaction de particules chargées dans la cible. Ces électrons sont ainsi amenés au sommet de la phase liquide par le champ électrique. Cette ionisation est ensuite extraite dans la phase gazeuse par un champ électrique supérieur. Le champ électrique accélère les électrons au point de créer un signal de scintillation proportionnel qui est également collecté par les PMTs et appelé signal S2.
Le détecteur permet une détermination complète de la position 3D des interactions des particules. Les électrons dans le xénon liquide ont une vitesse de dérive uniforme. Cela permet de déterminer la profondeur d'interaction de l'événement en mesurant le délai entre les signaux S1 et S2. La position de l'événement dans le plan XY peut être déterminée en regardant le nombre de photons vus par chacun des PMTs individuels. Cette position alors connue en 3D permet la fiducialisation du détecteur, et de définir dans son volume interne une région à faible bruit de fond. Ce volume de référence a un taux d'événements de fond considérablement réduit par rapport aux régions proches du bord, en raison des propriétés d'auto-protection du xénon liquide. Cela lui donne une sensibilité beaucoup plus élevée aux événements très rares.
On s'attend à ce que les particules chargées se déplaçant à travers le détecteur interagissent soit avec les électrons des atomes de xénon, produisant des énergies de recul électroniques, soit avec leur noyau, produisant des énergies de recul nucléaires. Pour une quantité donnée d'énergie déposée par une interaction de particules dans le détecteur, le rapport S2 / S1 peut être utilisé pour distinguer les événements de recul électroniques des événements nucléaires. Ce rapport étant attendu plus élevé pour les reculs électroniques que pour les reculs nucléaires. Grâce à ça, le fond des énergies de recul électroniques peut être supprimé à plus de 99 %, tout en conservant 50 % des événements de recul nucléaire.

## XENON10

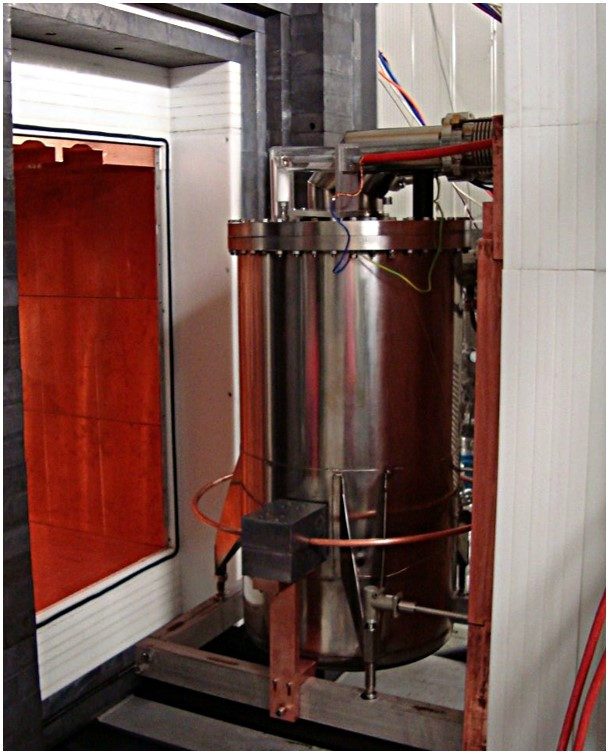
Le cryostat et le blindage de XENON100. Le bouclier se compose d'une couche externe de 20 cm d'eau, une couche de 20 cm de plomb, une couche de 20 cm de polyéthylène, et à l'intérieur une couche de 5 cm de cuivre.

L'expérience XENON10 a été installée dans le laboratoire souterrain du Gran Sasso en Italie, en mars 2006. L'emplacement souterrain du laboratoire fournit 3 100 m de blindage en équivalent eau. Le détecteur a été placé derrière un écran pour réduire encore le taux de bruit de fond. XENON10 a été conçu comme un prototype de détecteur, pour prouver l'efficacité du concept XENON, et pour tester son seuil de mesure possible, sa puissance de rejet du bruit de fond et sa sensibilité. Le détecteur XENON10 contenait 15 kg de xénon liquide, pour un volume sensible mesurant 20 cm de diamètre et 15 cm de haut.
Une analyse en direct des données sur 59 jours, effectuée entre octobre 2006 et février 2007, n'a produit aucune signature WIMP. Le nombre d'événements observés dans le domaine des particules WIMP est statistiquement cohérent avec le nombre d'événements attendu par le bruit de fond des énergies de recul électroniques. Ce résultat a tout de même exclu une partie de l'espace des paramètres disponibles dans le modèle standard minimal supersymétrique (en), en plaçant des limites sur les sections efficaces des nucléons WIMP indépendantes du spin, jusqu'à moins de 10 × 10−43 cm2 pour une WIMP ayant une masse de 30 GeV/c2.
Du fait que près de la moitié du xénon naturel possède un état de spin impair (129Xe a une abondance de 26 % et un spin -1/2, 131Xe a une abondance de 21 % et un spin de -3/2), les détecteurs XENON peuvent également être utilisés pour fournir des limites sur les sections efficaces des nucléons WIMP dépendant du spin pour le couplage de la particule candidate de matière noire, avec les neutrons et comme avec les protons. XENON10 a établi les limites les plus strictes au monde sur le couplage entre neutrons.

## XENON100

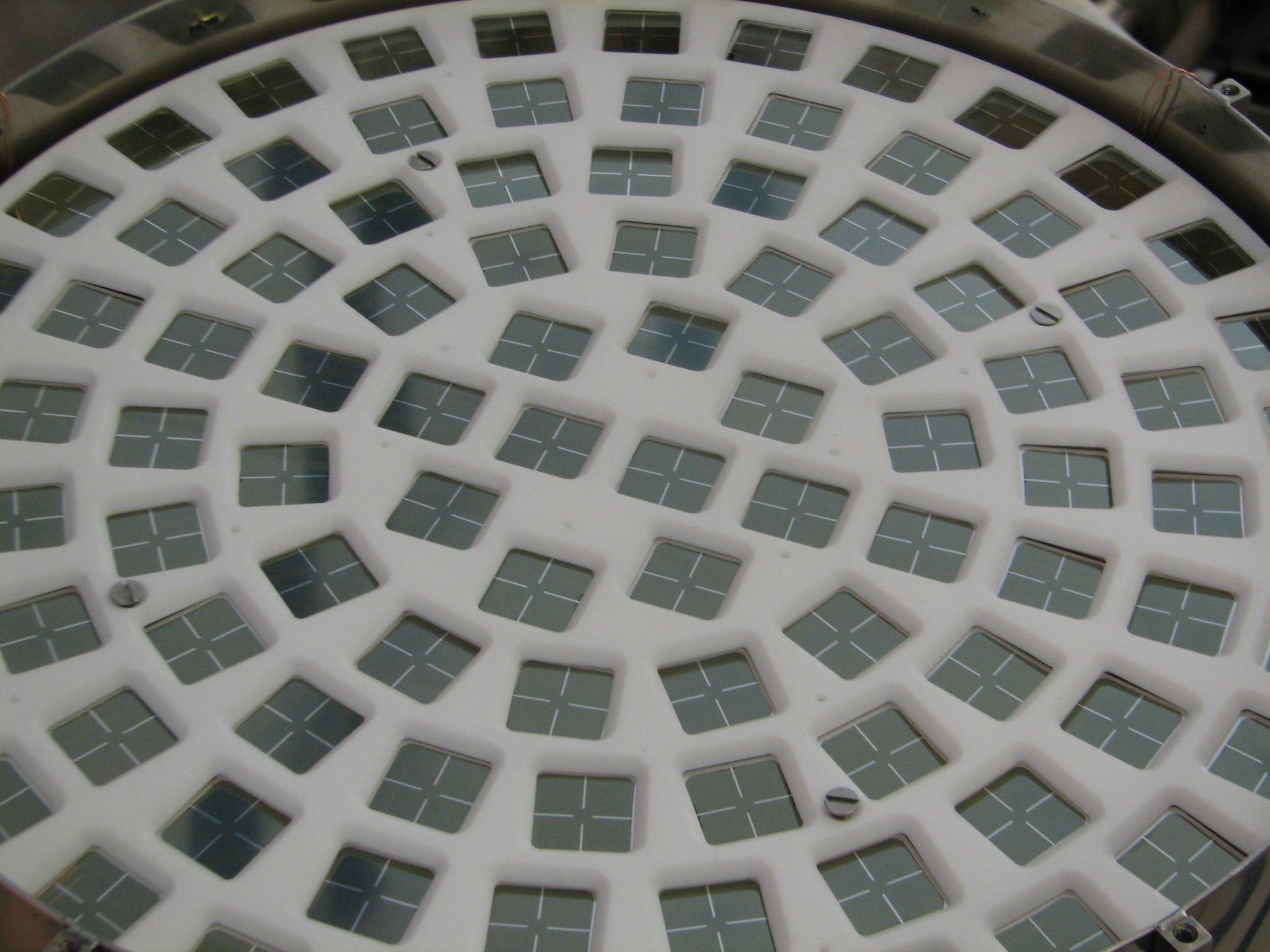
La grille supérieure des PMTs de XENON100, composée de 98 Hamamatsu R8520-06-A1. Les PMTs du réseau supérieur sont disposés en cercles concentriques pour améliorer la reconstruction de la position radiale des événements observés.

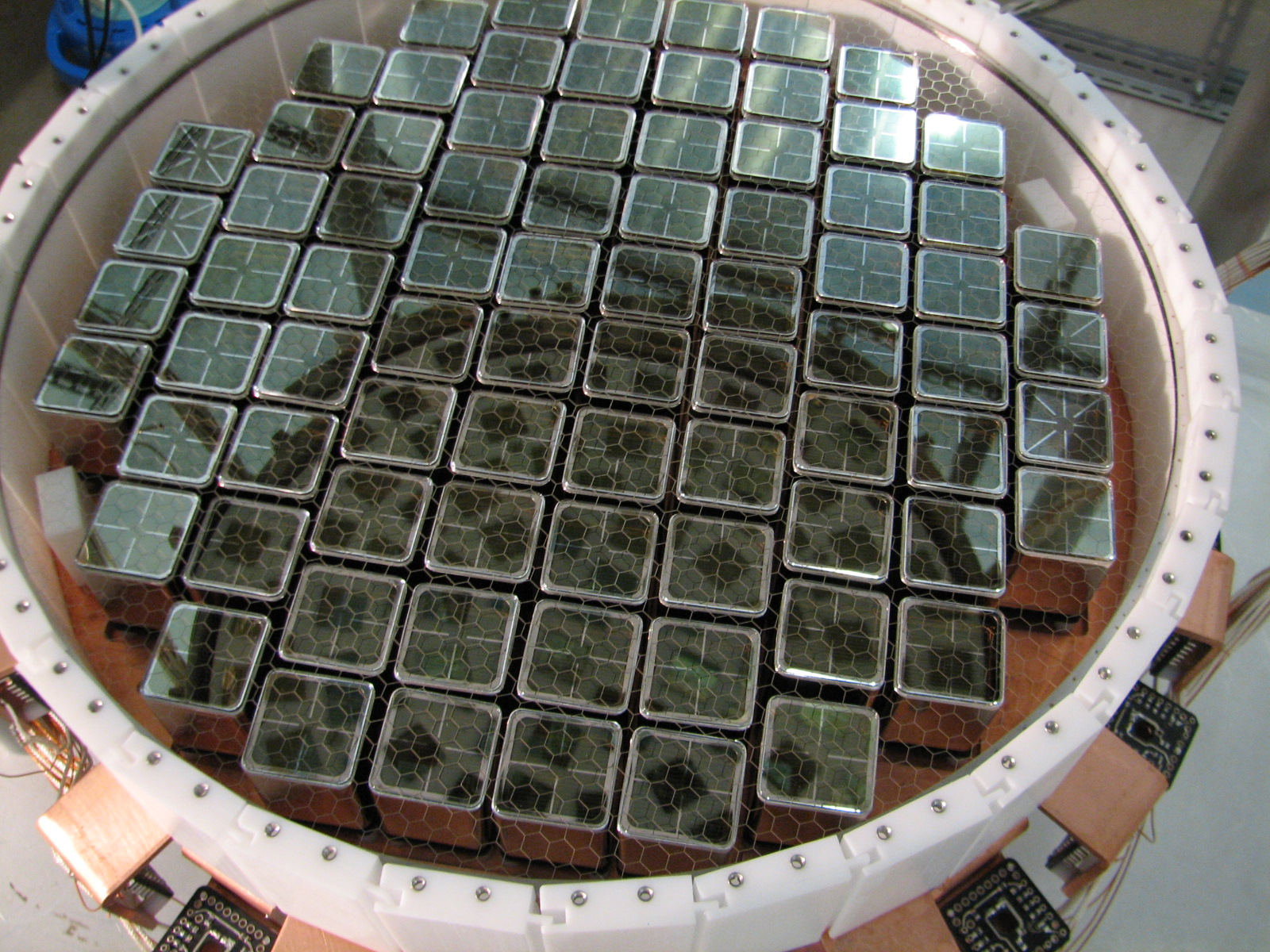
La grille inférieure de XENON100, composée de 80 PMTs disposés les plus proches possibles afin de maximiser l'efficacité de la collecte de la lumière.

Le deuxième détecteur de phase, XENON100, contient 165 kg de xénon liquide, dont 62 kg dans la région cible et le xénon restant dans un veto actif. La chambre à dérive du détecteur a un diamètre de 30 cm et une hauteur de 30 cm. Comme les interactions WIMP devraient être extrêmement rares, une étude approfondie a été réalisée pendant les phases de construction et de mise en service de XENON100 pour mesurer la radioactivité provenant de toutes les parties du détecteur. Cet examen a été réalisé à l'aide de détecteurs au germanium de grande pureté. La spectrométrie de masse été utilisée sur quelques échantillons de plastique de faible masse. Grâce à cela, l'objectif initial d'obtenir moins de 10-2 événements / kg / jour / keV a été atteint, produisant le détecteur de matière noire à taux de bruit de fond le plus bas au monde.
Ce détecteur a été installé au Laboratoire National du Gran Sasso en 2008 au même endroit que le détecteur XENON10, et a permis de réaliser plusieurs expériences scientifiques. Dans chaque essai, aucun signal de matière noire n'a été observé au-dessus du fond attendu, conduisant à la limite la plus stricte de la section efficace WIMP-nucléon indépendante du spin en 2012, avec un minimum à 2,0 × 10−45 cm2 pour un 65 GeV/c2Masse de 65 GeV/c2 WIMP. Ces résultats contraignent les interprétations des signaux dans d'autres expériences en tant qu'interactions avec la matière noire et excluent les modèles exotiques tels que la matière noire inélastique, qui résoudraient cet écart. XENON100 a également fourni des limites améliorées sur la section efficace du nucléon WIMP dépendant du spin. Un résultat axion a été publié en 2014, établissant une nouvelle limite de meilleure axion.
XENON100 a effectué l'expérience avec le bruit de fond le plus bas, pour les recherches de matière noire, avec un bruit de fond de 50 mDRU (1 mDRU = 10-3 événements / kg / jour / keV) .

## XENON1T
La construction de la phase suivante, XENON1T, a démarré en 2014 dans le Hall B du laboratoire du Gran Sasso. Ce détecteur contient 3,2 tonnes de xénon liquide ultra-pur pour un volume fiduciel d'environ 2 tonnes. Il est logé dans un réservoir d'eau de 10 mètres qui sert de veto à muons. La chambre à dérive fait 1 m de diamètre par 1 m de haut.
L'équipe chargée du détecteur, appelée « Collaboration XENON », est composée de 135 scientifiques répartis dans 22 institutions d'Europe, du Moyen-Orient et des États-Unis.

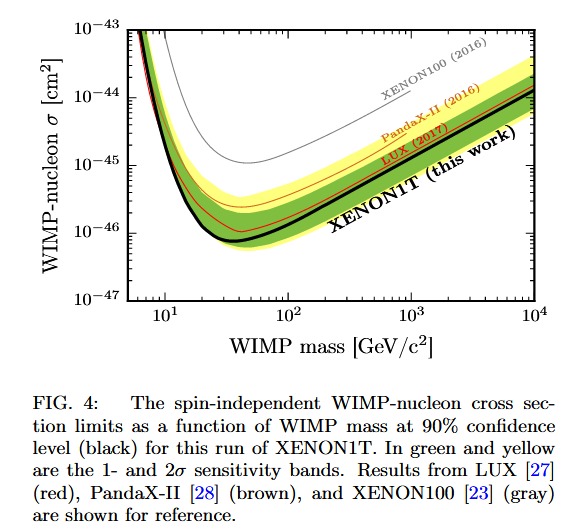
Limite supérieure de la section efficace des nucléons WIMP indépendante du spin selon des données récentes (datant de novembre 2017).

Les premiers résultats de XENON1T ont été publiés par la collaboration XENON le 18 mai 2017, sur la base de 34 jours de collectes de données réalisées entre novembre 2016 et janvier 2017. Bien qu'aucune WIMP ou aucun signal de potentielle matière noire n'ait été officiellement détecté, l'équipe a annoncé une réduction record des niveaux de radioactivité de fond captés par XENON1T. Les limites d'exclusion ont dépassé les meilleures limites précédentes fixées par l' expérience LUX, avec une exclusion des sections transversales supérieures à 7,7 × 10−47 cm2 pour une masse WIMP de 35 GeV/c2,. Étant donné que certains signaux reçus par le détecteur peuvent être dus à des neutrons, la réduction de sa radioactivité augmente sa sensibilité aux WIMP.
En septembre 2018, l'expérience XENON1T a publié ses résultats pour 278,8 jours de collecte de données. Une nouvelle limite record pour les interactions élastiques indépendantes du spin des nucléons WIMP a été fixée, avec un minimum de 4,1 × 10−47 cm2 pour une masse WIMP de 30 GeV/c2.
En avril 2019, sur la base de mesures effectuées avec le détecteur XENON1T, la collaboration XENON a rapporté dans Nature la première observation directe de la double capture d'électrons à deux neutrinos dans des noyaux de xénon-124. La demi-vie mesurée de ce processus, qui est largement plus grande que l'âge de l'Univers, démontre les capacités des détecteurs à base de xénon à trouver des événements rares, et met en valeur l'immense potentiel physique des futures générations d'expériences. Ces mesures représentent une première étape dans la recherche du processus de double capture d'électrons sans neutrinos, dont la détection permettrait de mieux comprendre la nature du neutrino et de déterminer sa masse absolue.
En 2019, l'expérience XENON1T a été arrêtée pour permettre la construction de l'expérience suivante, XENONnT.
En juin 2020, la collaboration XENON1T a trouvé un excès d'énergie de recul d'électrons : 285 événements, soit 53 de plus que les 232 attendus . Trois explications sont envisagées : l'existence d'axions solaires – hypothétiques à ce jour –, un moment magnétique étonnamment grand pour les neutrinos, et enfin, une contamination au tritium dans le détecteur. Les données collectées sont insuffisantes pour valider ou éliminer une de ces hypothèses, mais la mise à niveau XENONnT devrait permettre de trancher.
En octobre 2020, les physiciens travaillant sur XENON1T ont découvert un signal inhabituel, avec une signification statistique inférieure à 3,5 σ. Trois hypothèses principales ont alors été avancées : des particules émises par le Soleil, des bosons de matière noire se comportant indépendamment des WIMP, ou des traces de contamination radioactive.

## XENONnT
XENONnT est une mise à niveau de l'expérience souterraine XENON1T. Elle contiendra une masse totale de xénon de plus de 8 tonnes. Outre une cible au xénon plus grande dans sa chambre à dérive, les améliorations de l'expérience inclueront de nouveaux composants permettant de réduire davantage ou détecter des rayonnements qui forment un bruit de fond autour des mesures. Il est conçu pour atteindre une sensibilité telle que les neutrinos deviendront un bruit de fond significatif. En 2019, la mise à niveau est en cours, et le premier test est attendu en 2020,.